# الشان قنبروف
الشان قنبروف (انگلیسی: Elshan Gambarov؛ زادهٔ ۳۰ اکتبر ۱۹۷۲) بازیکن فوتبال اهل جمهوری آذربایجان است.
از باشگاه‌هایی که در آن بازی کرده‌است می‌توان به باشگاه فوتبال باکو، باشگاه فوتبال قزل‌یار، باشگاه فوتبال توران توووز، باشگاه فوتبال کپز، باشگاه فوتبال نفتچی باکو، باشگاه فوتبال شوالان، باشگاه فوتبال دینامو سمرقند، باشگاه فوتبال آنژی مخاچ‌قلعه، باشگاه فوتبال سیمرغ زاقاتالا، باشگاه فوتبال نوبهار نمنگان، باشگاه فوتبال مشعل مبارک، و باشگاه فوتبال باکی‌لی اشاره کرد.
وی همچنین در تیم ملی فوتبال جمهوری آذربایجان بازی کرده‌است.